# Parnaguá
Parnaguá is een gemeente in de Braziliaanse deelstaat Piauí. De gemeente telt 10.731 inwoners (schatting 2009).

## Aangrenzende gemeenten
De gemeente grenst aan Corrente, Curimatá, Júlio Borges, Riacho Frio, Sebastião Barros en Santa Rita de Cássia (BA).

## Geboren
- João Lustosa da Cunha Paranaguá (1821-1912), premier van Brazilië